# Palmarès du championnat de France de football
Le palmarès du championnat de France de football liste les vainqueurs des différents championnats de première division ayant été organisés en France.

## Palmarès des championnats de France (1894-1929)

### Championnats antérieurs à la FFF (1894-1919)
Le premier championnat connu est organisé par l'Union des sociétés françaises de sports athlétiques (USFSA) en 1894, mais dès 1897 il est concurrencé par des compétitions organisées par d'autres fédérations (professionnelle, patronages, etc.). Créé en 1907, le Comité français interfédéral organise le Trophée de France, qui fait s'opposer les champions des différentes fédérations. Ces compétitions s'arrêtent avec la Première Guerre mondiale.
| Saison                                                    | Championnat USFSA | Championnat FSAF           | Championnat FGSPF        | Championnat FCAF | Championnat LFA          | Trophée de France |
| --------------------------------------------------------- | ----------------- | -------------------------- | ------------------------ | ---------------- | ------------------------ | ----------------- |
| 1894                                                      | Standard AC       |                            |                          |                  |                          |                   |
| 1895                                                      | Standard AC (2)   |                            |                          |                  |                          |                   |
| 1896                                                      | Club français     |                            |                          |                  |                          |                   |
| 1896-1897                                                 | Standard AC (3)   | Union des Sports de France |                          |                  |                          |                   |
| 1897-1898                                                 | Standard AC(4)    | US France (2)              |                          |                  |                          |                   |
| 1898-1899                                                 | Le Havre AC       | US France (3)              |                          |                  |                          |                   |
| 1899-1900                                                 | Le Havre AC (2)   | CA parisien                |                          |                  |                          |                   |
| 1900-1901                                                 | Standard AC (5)   | CA parisien (2)            |                          |                  |                          |                   |
| 1901-1902                                                 | RC Roubaix        | US Batignolles             |                          |                  |                          |                   |
| 1902-1903                                                 | RC Roubaix (2)    | US Batignolles (2)         |                          |                  |                          |                   |
| 1903-1904                                                 | RC Roubaix (3)    | US Batignolles (3)         |                          |                  |                          |                   |
| 1904-1905                                                 | Gallia Club       | US Batignolles (4)         | Étoile des deux lacs     |                  |                          |                   |
| 1905-1906                                                 | RC Roubaix (4)    | Club Athlétique du Sud     | Étoile des deux lacs (2) | SM Puteaux       |                          |                   |
| 1906-1907                                                 | RC France         | CA Sud (2)                 | Étoile des deux lacs (3) | SM Puteaux (2)   | Étoile des deux lacs     |                   |
| 1907-1908                                                 | RC Roubaix (5)    | JA Saint-Ouen              | Patronage Olier          | SM Puteaux (3)   | Patronage Olier          |                   |
| 1908-1909                                                 | SH Marseille      | JA Saint-Ouen (2)          | Bons gars de Bordeaux    | SC Caudry        | JA Saint-Ouen            |                   |
| 1909-1910                                                 | US Tourcoing      |                            | Patronage Olier (2)      | CA Vitry         | Patronage Olier (2)      |                   |
| 1910-1911                                                 | SH Marseille (2)  | Étoile des deux lacs (4)   | CA Vitry (2)             | CA Paris         | CA Paris                 |                   |
| 1911-1912                                                 | Stade raphaëlois  | Étoile des deux lacs (5)   | VGA Médoc                | Red Star         | Étoile des deux lacs (2) |                   |
| 1912-1913                                                 | SH Marseille (3)  | Étoile des deux lacs (6)   | VGA Médoc (2)            | CA Paris (2)     | CA Paris (2)             |                   |
| 1913-1914                                                 | Olympique lillois | Union Athlétique du XIVe   | Patronage Olier (3)      | VGA Médoc (3)    | FEC Levallois            | Olympique lillois |
| Championnats interrompus par la Première Guerre mondiale. |                   |                            |                          |                  |                          |                   |
| 1919                                                      | Le Havre AC (3)   |                            |                          |                  |                          |                   |

### Premier championnat de la FFF (1927-1929)
À partir de 1919, il n'existe plus de championnat de football à caractère national. L'unique compétition nationale étant la Coupe de France, initiée en 1917. La Fédération française de football lance en 1926 un championnat de France qui oppose les vainqueurs des Ligues régionales. Il prend fin dès 1929.
| Édition | Champion                         | Vice-champion         |
| ------- | -------------------------------- | --------------------- |
| 1927    | CA Paris (Paris)                 | Amiens AC (Nord)      |
| 1928    | Stade français (Paris)           | US Tourcoing (Nord)   |
| 1929    | Olympique de Marseille (Sud-Est) | Club français (Paris) |

## Palmarès du championnat de France professionnel (depuis 1932)
Un championnat unique et professionnel est organisé à partir de 1932 sous les appellations successives de « Division nationale » (en 1932-1933) puis « Division 1 » et « Ligue 1 » (depuis 2002).

### Période d'avant guerre (1932-1939)
| Saison    | Champion                   | Vice-champion          | Écart | Clubs | Affluence | Meilleur buteur                                              | Buts |
| --------- | -------------------------- | ---------------------- | ----- | ----- | --------- | ------------------------------------------------------------ | ---- |
| 1932-1933 | Olympique lillois          | AS Cannes              | –     | 10+10 | n. c.     | Robert Mercier (Club français) Walter Kaiser (Stade rennais) | 15   |
| 1933-1934 | FC Sète                    | SC Fives               | 1     | 14    | n. c.     | István Lukács (FC Sète)                                      | 28   |
| 1934-1935 | FC Sochaux-Montbéliard     | RC Strasbourg          | 1     | 16    | n. c.     | André Abegglen (FC Sochaux)                                  | 30   |
| 1935-1936 | RC Paris                   | Olympique lillois      | 3     | 16    | n. c.     | Roger Courtois (FC Sochaux)                                  | 34   |
| 1936-1937 | Olympique de Marseille     | FC Sochaux-Montbéliard | 0     | 16    | n. c.     | Oskar Rohr (RC Strasbourg)                                   | 30   |
| 1937-1938 | FC Sochaux-Montbéliard (2) | Olympique de Marseille | 2     | 16    | n. c.     | Jean Nicolas (FC Rouen)                                      | 26   |
| 1938-1939 | FC Sète (2)                | Olympique de Marseille | 2     | 16    | n. c.     | Roger Courtois (FC Sochaux) Désiré Koranyi (FC Sète)         | 27   |

### Championnats de guerre (1939-1945)
Les championnats de 1939 à 1945 sont dits « Championnats de guerre ».
Le championnat 1939-1940 fut interrompu par l’invasion allemande, la finale ne fut jamais jouée et le titre national jamais décerné. Les trois années suivantes, l’élite fut scindé en deux ou trois groupes régionaux sans aucune finale pour décerner un titre national unique. Les deux dernières années de la guerre sont les seules de la période à désigner un champion unique. Par convention, ces titres ne figurent pas au palmarès des clubs. En effet, entre 1939 et 1945, comme toute chose, le football fut entravé par la guerre : les combats, le régime de Vichy, les bombardements puis le désordre des premiers mois de la Libération de la France furent d’authentiques freins à la mise en place d’un championnat digne de ce nom.
| Saison    | Régions                     | Champion                                                                        | Vice-champion                                                                   | Écart | Clubs | Affluence | Meilleur buteur                                           | Buts  |
| --------- | --------------------------- | ------------------------------------------------------------------------------- | ------------------------------------------------------------------------------- | ----- | ----- | --------- | --------------------------------------------------------- | ----- |
| 1939-1940 | Groupe Nord                 | Championnat non terminé (FC Rouen premier devant Le Havre AC à l’interruption). | Championnat non terminé (FC Rouen premier devant Le Havre AC à l’interruption). | –     | 10    | n. c.     | –                                                         | –     |
| 1939-1940 | Groupes Sud                 | Girondins de Bordeaux                                                           | OGC Nice                                                                        | –     | 6+5   | n. c.     | –                                                         | –     |
| 1940-1941 | Zone occupée                | Red Star Olympique                                                              | FC Rouen                                                                        | 5     | 7     | n. c.     | n. c.                                                     | n. c. |
| 1940-1941 | Zone libre                  | Olympique de Marseille                                                          | Toulouse FC (1937-1967)                                                         | 0     | 9     | n. c.     | n. c.                                                     | n. c. |
| 1940-1941 | Zone interdite              | RC Lens                                                                         | SC Fives                                                                        | n. c. | 5     | n. c.     | n. c.                                                     | n. c. |
| 1941-1942 | Zone occupée                | Stade de Reims                                                                  | FC Rouen                                                                        | 1     | 9     | n. c.     | José Mandaluniz (FC Rouen)                                | 17    |
| 1941-1942 | Zone libre                  | FC Sète                                                                         | Toulouse FC (1937-1967)                                                         | 5     | 9     | n. c.     | José Mandaluniz (FC Rouen)                                | 17    |
| 1941-1942 | Zone interdite              | RC Lens                                                                         | SC Fives                                                                        | 3     | 12    | n. c.     | José Mandaluniz (FC Rouen)                                | 17    |
| 1942-1943 | Zone Nord et zone interdite | RC Lens                                                                         | FC Rouen                                                                        | 13    | 16    | n. c.     | Stefan Dembicki (RC Lens)                                 | 43    |
| 1942-1943 | Zone Sud                    | Toulouse FC (1937-1967)                                                         | FC Grenoble                                                                     | 6     | 16    | n. c.     | Emmanuel Aznar (Olympique de Marseille)                   | 45    |
| 1943-1944 | National                    | Équipe fédérale Lens-Artois                                                     | Équipe fédérale Lille-Flandres                                                  | 1     | 16    | n. c.     | Stefan Dembicki (Lens-Artois)                             | 41    |
| 1944-1945 | Groupes Nord                | FC Rouen                                                                        | Lyon OU                                                                         | –     | 12    | n. c.     | René Bihel (LOSC Lille) Pierre Sinibaldi (Stade de Reims) | 30    |
| 1944-1945 | Groupes Sud                 | FC Rouen                                                                        | Lyon OU                                                                         | –     | 12    | n. c.     | René Bihel (LOSC Lille) Pierre Sinibaldi (Stade de Reims) | 30    |

### Division 1 d'après guerre (1945-2002)
| Saison | Champion                   | Vice-champion           | Écart | Clubs | Affluence | Meilleur buteur                                                             | Buts |
| --- | -------------------------- | ----------------------- | ----- | ----- | --------- | --------------------------------------------------------------------------- | ---- |
| Victoire à deux points |                            |                         |       |       |           |                                                                             |      |
| 1945-1946 | LOSC Lille                 | AS Saint-Étienne        | 1     | 18    | n.c.      | René Bihel (LOSC Lille)                                                     | 28   |
| 1946-1947 | CO Roubaix-Tourcoing       | Stade de Reims          | 4     | 20    | n.c.      | Pierre Sinibaldi (Stade de Reims)                                           | 33   |
| 1947-1948 | Olympique de Marseille (2) | LOSC Lille              | 1     | 18    | 9 729     | Jean Baratte (LOSC Lille)                                                   | 31   |
| 1948-1949 | Stade de Reims             | LOSC Lille              | 1     | 18    | 9 393     | Jean Baratte (LOSC Lille) Pépi Humpal (FC Sochaux-Montbéliard)              | 26   |
| 1949-1950 | Girondins de Bordeaux      | LOSC Lille              | 6     | 18    | 9 538     | Jean Grumellon (Stade rennais)                                              | 25   |
| 1950-1951 | OGC Nice                   | LOSC Lille              | 0     | 18    | 11 403    | Roger Piantoni (FC Nancy)                                                   | 28   |
| 1951-1952 | OGC Nice (2)               | Girondins de Bordeaux   | 1     | 18    | 11 038    | Gunnar Andersson (Olympique de Marseille)                                   | 31   |
| 1952-1953 | Stade de Reims (2)         | FC Sochaux-Montbéliard  | 4     | 18    | 11 140    | Gunnar Andersson (Olympique de Marseille)                                   | 35   |
| 1953-1954 | LOSC Lille (2)             | Stade de Reims          | 1     | 18    | 9 863     | Édouard Kargu (Girondins de Bordeaux)                                       | 27   |
| 1954-1955 | Stade de Reims (3)         | Toulouse FC (1937-1967) | 4     | 18    | 10 734    | René Bliard (Stade de Reims)                                                | 30   |
| 1955-1956 | OGC Nice (3)               | RC Lens                 | 1     | 18    | 10 510    | Thadée Cisowski (RC Paris)                                                  | 31   |
| 1956-1957 | AS Saint-Étienne           | RC Lens                 | 4     | 18    | 10 013    | Thadée Cisowski (RC Paris)                                                  | 33   |
| 1957-1958 | Stade de Reims (4)         | Nîmes Olympique         | 7     | 18    | 9 646     | Just Fontaine (Stade de Reims)                                              | 34   |
| 1958-1959 | OGC Nice (4)               | Nîmes Olympique         | 3     | 20    | 8 710     | Thadée Cisowski (RC Paris)                                                  | 30   |
| 1959-1960 | Stade de Reims (5)         | Nîmes Olympique         | 7     | 20    | 8 637     | Just Fontaine (Stade de Reims)                                              | 28   |
| 1960-1961 | AS Monaco                  | RC Paris                | 1     | 20    | 8 244     | Roger Piantoni (Stade de Reims)                                             | 28   |
| 1961-1962 | Stade de Reims (6)         | RC Paris                | 0     | 20    | 8 783     | Sékou Touré (Montpellier HSC)                                               | 25   |
| 1962-1963 | AS Monaco (2)              | Stade de Reims          | 3     | 20    | 8 732     | Serge Masnaghetti (Valenciennes FC)                                         | 35   |
| 1963-1964 | AS Saint-Étienne (2)       | AS Monaco               | 3     | 18    | 9 587     | Ahmed Oudjani (RC Lens)                                                     | 30   |
| 1964-1965 | FC Nantes                  | Girondins de Bordeaux   | 2     | 18    | 8 729     | Jacky Simon (FC Nantes)                                                     | 24   |
| 1965-1966 | FC Nantes (2)              | Girondins de Bordeaux   | 7     | 20    | 7 924     | Philippe Gondet (FC Nantes)                                                 | 36   |
| 1966-1967 | AS Saint-Étienne (3)       | FC Nantes               | 4     | 20    | 8 712     | Hervé Revelli (AS Saint-Étienne)                                            | 31   |
| 1967-1968 | AS Saint-Étienne (4)       | OGC Nice                | 11    | 20    | 7 758     | Étienne Sansonetti (AC Ajaccio)                                             | 26   |
| 1968-1969 | AS Saint-Étienne (5)       | Girondins de Bordeaux   | 2     | 18    | 6 955     | André Guy (Olympique lyonnais)                                              | 25   |
| 1969-1970 | AS Saint-Étienne (6)       | Olympique de Marseille  | 11    | 18    | 7 657     | Hervé Revelli (AS Saint-Étienne)                                            | 28   |
| 1970-1971 | Olympique de Marseille (3) | AS Saint-Étienne        | 4     | 20    | 8 794     | Josip Skoblar (Olympique de Marseille)                                      | 44   |
| 1971-1972 | Olympique de Marseille (4) | Nîmes Olympique         | 5     | 20    | 9 127     | Josip Skoblar (Olympique de Marseille)                                      | 30   |
| 1972-1973 | FC Nantes (3)              | OGC Nice                | 5     | 20    | 9 445     | Josip Skoblar (Olympique de Marseille)                                      | 26   |
| Mise en place d’un bonus (1 point) pour toute équipe marquant 3 buts dans le même match même si résultat nul ou défaite (toujours la victoire à deux points par défaut) |                            |                         |       |       |           |                                                                             |      |
| 1973-1974 | AS Saint-Étienne (7)       | FC Nantes               | 8     | 20    | 10 435    | Carlos Bianchi (Stade de Reims)                                             | 30   |
| Changement du bonus : 1 point supplémentaire seulement pour les victoires par 3 buts ou plus que l’adversaire (toujours la victoire à deux points par défaut)           |                            |                         |       |       |           |                                                                             |      |
| 1974-1975 | AS Saint-Étienne (8)       | Olympique de Marseille  | 9     | 20    | 11 040    | Delio Onnis (AS Monaco)                                                     | 30   |
| 1975-1976 | AS Saint-Étienne (9)       | OGC Nice                | 3     | 20    | 10 575    | Carlos Bianchi (Stade de Reims)                                             | 34   |
| Abolition du bonus : retour à la victoire à deux points sans bonus |                            |                         |       |       |           |                                                                             |      |
| 1976-1977 | FC Nantes (4)              | RC Lens                 | 9     | 20    | 11 301    | Carlos Bianchi (Stade de Reims)                                             | 28   |
| 1977-1978 | AS Monaco (3)              | FC Nantes               | 1     | 20    | 11 270    | Carlos Bianchi (Paris Saint-Germain)                                        | 37   |
| 1978-1979 | RC Strasbourg              | FC Nantes               | 2     | 20    | 11 140    | Carlos Bianchi (Paris Saint-Germain)                                        | 27   |
| 1979-1980 | FC Nantes (5)              | FC Sochaux-Montbéliard  | 3     | 20    | 10 644    | Erwin Kostedde (Stade lavallois) Delio Onnis (AS Monaco)                    | 21   |
| 1980-1981 | AS Saint-Étienne (10)      | FC Nantes               | 2     | 20    | 9 823     | Delio Onnis (Tours FC)                                                      | 24   |
| 1981-1982 | AS Monaco (4)              | AS Saint-Étienne        | 1     | 20    | 10 152    | Delio Onnis (Tours FC)                                                      | 29   |
| 1982-1983 | FC Nantes (6)              | Girondins de Bordeaux   | 10    | 20    | 10 885    | Vahid Halilhodžić (FC Nantes)                                               | 27   |
| 1983-1984 | Girondins de Bordeaux (2)  | AS Monaco               | 0     | 20    | 10 099    | Patrice Garande (AJ Auxerre) Delio Onnis (Sporting Toulon)                  | 21   |
| 1984-1985 | Girondins de Bordeaux (3)  | FC Nantes               | 3     | 20    | 9 778     | Vahid Halilhodžić (FC Nantes)                                               | 28   |
| 1985-1986 | Paris Saint-Germain        | FC Nantes               | 3     | 20    | 10 034    | Jules Bocandé (FC Metz)                                                     | 23   |
| 1986-1987 | Girondins de Bordeaux (4)  | Olympique de Marseille  | 4     | 20    | 11 397    | Bernard Zénier (FC Metz)                                                    | 18   |
| 1987-1988 | AS Monaco (5)              | Girondins de Bordeaux   | 6     | 20    | 11 420    | Jean-Pierre Papin (Olympique de Marseille)                                  | 19   |
| Victoire à trois points |                            |                         |       |       |           |                                                                             |      |
| 1988-1989 | Olympique de Marseille (5) | Paris Saint-Germain     | 3     | 20    | 10 237    | Jean-Pierre Papin (Olympique de Marseille)                                  | 22   |
| Victoire à deux points |                            |                         |       |       |           |                                                                             |      |
| 1989-1990 | Olympique de Marseille (6) | Girondins de Bordeaux   | 2     | 20    | 10 729    | Jean-Pierre Papin (Olympique de Marseille)                                  | 30   |
| 1990-1991 | Olympique de Marseille (7) | AS Monaco               | 4     | 20    | 10 226    | Jean-Pierre Papin (Olympique de Marseille)                                  | 23   |
| 1991-1992 | Olympique de Marseille (8) | AS Monaco               | 6     | 20    | 11 100    | Jean-Pierre Papin (Olympique de Marseille)                                  | 27   |
| 1992-1993 | non attribué               | Paris Saint-Germain     | 2     | 20    | 12 187    | Alen Bokšić (Olympique de Marseille)                                        | 22   |
| 1993-1994 | Paris Saint-Germain (2)    | Olympique de Marseille  | 8     | 20    | 13 025    | Roger Boli (RC Lens) Youri Djorkaeff (AS Monaco) Nicolas Ouédec (FC Nantes) | 20   |
| Victoire à trois points |                            |                         |       |       |           |                                                                             |      |
| 1994-1995 | FC Nantes (7)              | Olympique lyonnais      | 10    | 20    | 13 256    | Patrice Loko (FC Nantes)                                                    | 22   |
| 1995-1996 | AJ Auxerre                 | Paris Saint-Germain     | 4     | 20    | 13 249    | Sonny Anderson (AS Monaco)                                                  | 21   |
| 1996-1997 | AS Monaco (6)              | Paris Saint-Germain     | 12    | 20    | 14 207    | Stéphane Guivarc'h (Stade rennais)                                          | 22   |
| 1997-1998 | RC Lens                    | FC Metz                 | 0     | 18    | 16 571    | Stéphane Guivarc'h (AJ Auxerre)                                             | 21   |
| 1998-1999 | Girondins de Bordeaux (5)  | Olympique de Marseille  | 1     | 18    | 19 914    | Sylvain Wiltord (Girondins de Bordeaux)                                     | 22   |
| 1999-2000 | AS Monaco (7)              | Paris Saint-Germain     | 7     | 18    | 22 314    | Sonny Anderson (Olympique lyonnais)                                         | 23   |
| 2000-2001 | FC Nantes (8)              | Olympique lyonnais      | 4     | 18    | 23 154    | Sonny Anderson (Olympique lyonnais)                                         | 22   |
| 2001-2002 | Olympique lyonnais         | RC Lens                 | 2     | 18    | 21 737    | Djibril Cissé (AJ Auxerre)                                                  | 22   |

### Ligue 1 (depuis 2002)
| Saison    | Champion                   | Vice-champion          | Écart | Clubs | Affluence | Meilleur buteur                          | Buts |
| --------- | -------------------------- | ---------------------- | ----- | ----- | --------- | ---------------------------------------- | ---- |
| 2002-2003 | Olympique lyonnais (2)     | AS Monaco              | 1     | 20    | 19 783    | Shabani Nonda (AS Monaco)                | 26   |
| 2003-2004 | Olympique lyonnais (3)     | Paris Saint-Germain    | 3     | 20    | 20 130    | Djibril Cissé (AJ Auxerre)               | 26   |
| 2004-2005 | Olympique lyonnais (4)     | LOSC Lille             | 12    | 20    | 21 337    | Alexander Frei (Stade rennais)           | 20   |
| 2005-2006 | Olympique lyonnais (5)     | Girondins de Bordeaux  | 15    | 20    | 21 543    | Pauleta (Paris Saint-Germain)            | 21   |
| 2006-2007 | Olympique lyonnais (6)     | Olympique de Marseille | 17    | 20    | 21 811    | Pauleta (Paris Saint-Germain)            | 15   |
| 2007-2008 | Olympique lyonnais (7)     | Girondins de Bordeaux  | 4     | 20    | 21 804    | Karim Benzema (Olympique lyonnais)       | 20   |
| 2008-2009 | Girondins de Bordeaux (6)  | Olympique de Marseille | 3     | 20    | 21 050    | André-Pierre Gignac (Toulouse FC)        | 24   |
| 2009-2010 | Olympique de Marseille (9) | Olympique lyonnais     | 6     | 20    | 20 089    | Mamadou Niang (Olympique de Marseille)   | 18   |
| 2010-2011 | LOSC Lille (3)             | Olympique de Marseille | 8     | 20    | 19 742    | Moussa Sow (LOSC Lille)                  | 25   |
| 2011-2012 | Montpellier HSC            | Paris Saint-Germain    | 3     | 20    | 18 869    | Olivier Giroud (Montpellier HSC)         | 21   |
| 2012-2013 | Paris Saint-Germain (3)    | Olympique de Marseille | 12    | 20    | 19 211    | Zlatan Ibrahimović (Paris Saint-Germain) | 30   |
| 2013-2014 | Paris Saint-Germain (4)    | AS Monaco              | 9     | 20    | 21 155    | Zlatan Ibrahimović (Paris Saint-Germain) | 26   |
| 2014-2015 | Paris Saint-Germain (5)    | Olympique lyonnais     | 8     | 20    | 22 362    | Alexandre Lacazette (Olympique lyonnais) | 27   |
| 2015-2016 | Paris Saint-Germain (6)    | Olympique lyonnais     | 31    | 20    | 20 894    | Zlatan Ibrahimović (Paris Saint-Germain) | 38   |
| 2016-2017 | AS Monaco (8)              | Paris Saint-Germain    | 8     | 20    | 21 208    | Edinson Cavani (Paris Saint-Germain)     | 35   |
| 2017-2018 | Paris Saint-Germain (7)    | AS Monaco              | 13    | 20    | 22 526    | Edinson Cavani (Paris Saint-Germain)     | 28   |
| 2018-2019 | Paris Saint-Germain (8)    | LOSC Lille             | 16    | 20    | 22 833    | Kylian Mbappé (Paris Saint-Germain)      | 33   |
| 2019-2020 | Paris Saint-Germain (9)    | Olympique de Marseille | 12    | 20    | 22 546    | Kylian Mbappé (Paris Saint-Germain)      | 18   |
| 2020-2021 | LOSC Lille (4)             | Paris Saint-Germain    | 1     | 20    | huis clos | Kylian Mbappé (Paris Saint-Germain)      | 27   |
| 2021-2022 | Paris Saint-Germain (10)   | Olympique de Marseille | 15    | 20    | 22 942    | Kylian Mbappé (Paris Saint-Germain)      | 28   |
| 2022-2023 | Paris Saint-Germain (11)   | RC Lens                | 1     | 20    | 23 810    | Kylian Mbappé (Paris Saint-Germain)      | 29   |
| 2023-2024 | Paris Saint-Germain (12)   | AS Monaco              | 9     | 18    | 27 113    | Kylian Mbappé (Paris Saint-Germain)      | 27   |
| 2024-2025 | Paris Saint-Germain (13)   | Olympique de Marseille | 19    | 18    | 27 948    | Ousmane Dembélé (Paris Saint-Germain)    | 21   |

## Palmarès par club (1932-1939 et depuis 1945)
Depuis le premier championnat de France professionnel en 1932-1933 jusqu'à la saison 2024-2025, 87 titres ont été mis en jeu. Sur les 19 clubs qui sont parvenus à remporter le championnat, les plus titrés sont le Paris Saint-Germain avec treize titres, l'AS Saint-Étienne avec dix titres et l'Olympique de Marseille avec neuf titres.
| Rang | Clubs                  | Années                                                                       | Titres |
| ---- | ---------------------- | ---------------------------------------------------------------------------- | ------ |
| 1    | Paris Saint-Germain    | 1986, 1994, 2013, 2014, 2015, 2016, 2018, 2019, 2020, 2022, 2023, 2024, 2025 | 13     |
| 2    | AS Saint-Étienne       | 1957, 1964, 1967, 1968, 1969, 1970, 1974, 1975, 1976, 1981                   | 10     |
| 3    | Olympique de Marseille | 1937, 1948, 1971, 1972, 1989, 1990, 1991, 1992, 2010                         | 9      |
| 4    | FC Nantes              | 1965, 1966, 1973, 1977, 1980, 1983, 1995, 2001                               | 8      |
| 4    | AS Monaco              | 1961, 1963, 1978, 1982, 1988, 1997, 2000, 2017                               | 8      |
| 6    | Olympique lyonnais     | 2002, 2003, 2004, 2005, 2006, 2007, 2008                                     | 7      |
| 7    | Stade de Reims         | 1949, 1953, 1955, 1958, 1960, 1962                                           | 6      |
| 7    | Girondins de Bordeaux  | 1950, 1984, 1985, 1987, 1999, 2009                                           | 6      |
| 9    | OGC Nice               | 1951, 1952, 1956, 1959                                                       | 4      |
| 9    | LOSC Lille             | 1946, 1954, 2011, 2021                                                       | 4      |
| 11   | FC Sochaux-Montbéliard | 1935, 1938                                                                   | 2      |
| 11   | FC Sète                | 1934, 1939                                                                   | 2      |
| 13   | Olympique lillois      | 1933                                                                         | 1      |
| 13   | RC Paris               | 1936                                                                         | 1      |
| 13   | CO Roubaix-Tourcoing   | 1947                                                                         | 1      |
| 13   | RC Strasbourg          | 1979                                                                         | 1      |
| 13   | AJ Auxerre             | 1996                                                                         | 1      |
| 13   | RC Lens                | 1998                                                                         | 1      |
| 13   | Montpellier HSC        | 2012                                                                         | 1      |